# Restelo
O Restelo é um bairro no extremo ocidental da cidade de Lisboa, na freguesia de Belém, no município de Lisboa, distrito de Lisboa, Portugal.
É assim chamado pela proximidade da praia de Belém, onde existia o porto do Restelo.
A origem da palavra Restelo julga-se dever à localização geográfica de hortas bastante produtivas do "Resto de Lisboa". Também pode ter tido origem na palavra "Stella" ou Estrela.
"O Restelo, hoje na freguesia de Belém, foi uma pequena aldeia situada a ocidente da cidade de Lisboa. Implantada sobre a praia, servia de ancoradouro para os barcos e de lugar de embarque e desembarque para navegadores. Quando a sua importância cresceu como porto de mar, foi ali fundada uma ermida, ao que parece sob invocação de Nossa Senhora da Estrela."
Outra hipótese sugerida no topónimo do bairro de Lisboa poderá provir daquela figura histórica, governador da Ilha da Madeira, chamada Bartolomeu Perestelo, sogro de Cristóvão Colombo, cujo apelido ao longo do tempo teria sido alterado de "Perestelo " para "...restelo" , uma vez que juntamente com a filha, estava ligado à cidade de Lisboa.

## Características
Fortemente residencial, este bairro é dividido em duas partes: norte e sul. A zona sul (mais conhecida por "O Bairro do Restelo") é caracterizada por uma planta em leque e por uma baixa densidade (habitação unifamiliar em banda) protagonizando uma das ruas axiais um centro comercial ao ar livre (conhecido no bairro por "rua das lojas"). Este bairro data de 1940, altura em que João Faria da Costa o desenhou aquando da elaboração do Plano de Urbanização da Encosta da Ajuda.
A parte pertencente à antiga freguesia de S. Francisco Xavier é uma zona, também, maioritariamente residencial embora lá se encontrem serviços e até escritórios. Com parte da urbanização a ficar a cargo da EPUL (responsável por habitação plurifamiliar em galeria com 3 pisos - Arquitectos Nuno Portas e Nuno Teotónio Pereira nos anos 1970), esta zona apresenta alguma densidade (na parte norte, topo da encosta) com os edifícios a terem em média 5 pisos, existindo também torres e, na parte sul do Restelo de cima, em transição, moradias. 
O lugar do Restelo deu nome à personagem de Os Lusíadas, de Luís Vaz de Camões, o Velho do Restelo e é a morada da Ermida de São Jerónimo (Capelinha do Restelo) e do Estádio do Restelo, entre outros.
Segundo testemunham velhos documentos, o litoral do Tejo, era formado por várias enseadas, que seriam aprazíveis lugares para os navegadores se refugiarem dos temporais. A faina marítima era a principal preocupação dos povos de até ao Reguengo de Algés. Naquelas enseadas ver-se-iam minúsculas embarcações a recortarem-se no fundo anilado do deserto marítimo, enquanto nos montes cresciam e alouravam as searas de linho.
As mulheres dedicavam parte da sua vida à indústria da tecelagem, fiando a estopa para o fabrico de cordas. Ora como nessa faina, tinham primeiramente que rastelar, ou seja separar as fibras grossas das finas, por meio dum pente de ferro ou de madeira, o que sucedeu, fazendo com que essa industria emprestasse ao lugar o nome de Restelo.
As praias do Restelo, eram procuradas como mercado propício aos navegadores quando as suas embarcações necessitavam de cordas, para o velame e para as redes de pesca.

## Personalidades ilustres
- Conde do Restelo